# میخائیل کتس
میخائیل کتس (انگلیسی: Mikhail Katz؛ زادهٔ ۱۹۵۸) ریاضی‌دان اهل اسرائیل و استاد ریاضی در دانشگاه برایلان است. علایق اصلی وی هندسه دیفرانسیل، توپولوژی هندسی و آموزش ریاضیات هستند. تازگی‌ها، کتس کارهایی در مطالعه آموزش ریاضیات شامل کارهایی که تفسیری جایگزین از عدد ۰٫۹۹۹… ارائه می‌دهند، انجام داد.